# Oleg Siniavin
Oleg Siniavin –en ruso, Олег Синявин– (1995) es un deportista ruso que compite en piragüismo en la modalidad de aguas tranquilas.
Ganó una medalla de plata en el Campeonato Mundial de Piragüismo de 2019 y una medalla de bronce en el Campeonato Europeo de Piragüismo de 2021, ambas en la prueba de K4 1000 m.

## Palmarés internacional
| Campeonato Mundial | Campeonato Mundial | Campeonato Mundial | Campeonato Mundial |
| Año                | Lugar              | Medalla            | Competición        |
| ------------------ | ------------------ | ------------------ | ------------------ |
| 2019               | Szeged (Hungría)   | Medalla de plata   | K4 1000 m          |
| Campeonato Europeo |                    |                    |                    |
| Año                | Lugar              | Medalla            | Competición        |
| 2021               | Poznań (Polonia)   | Medalla de bronce  | K4 1000 m          |